# Easter Road
Easter Road is een voetbalstadion met plaats voor 20.421 toeschouwers in de Schotse hoofdstad Edinburgh. Het is de thuisbasis van de voetbalclub Hibernian FC.
Het stadion werd vernoemd naar de Easter Road, die circa driehonderd meter naar het westen ligt. Op 4 februari 189
3 speelde Hibernian de eerste wedstrijd in het nieuwe stadion, toen er vriendschappelijk werd gespeeld tegen Clyde FC. Op 2 januari 1950 werd het recordaantal van 65.850 bezoekers bereikt in een ontmoeting met stadsrivaal Heart of Midlothian FC. In 2010 werd het stadion gerenoveerd.

## Interlands
Er werden acht internationale wedstrijden gespeeld op Easter Road. De eerste vond plaats op 22 april 1998.
| №  | Datum            | Wedstrijd                      | Uitslag | Competitie        | Toeschouwers |
| -- | ---------------- | ------------------------------ | ------- | ----------------- | ------------ |
| 1. | 22 april 1998    | Schotland – Finland            | 1 – 1   | Vriendschappelijk | 14.315       |
| 2. | 15 oktober 2002  | Schotland – Canada             | 3 – 1   | Vriendschappelijk | 16.207       |
| 3. | 30 mei 2004      | Schotland – Trinidad en Tobago | 4 – 1   | Vriendschappelijk | 16.187       |
| 4. | 17 november 2004 | Schotland – Zweden             | 1 – 4   | Vriendschappelijk | 15.071       |
| 5. | 4 juni 2006      | Zuid-Korea – Ghana             | 1 – 3   | Vriendschappelijk | 7.600        |
| 6. | 15 augustus 2012 | Schotland – Australië          | 3 – 1   | Vriendschappelijk | 11.110       |
| 7. | 5 juni 2015      | Schotland – Qatar              | 1 – 0   | Vriendschappelijk | 14.270       |
| 8. | 22 maart 2017    | Schotland – Canada             | 1 – 1   | Vriendschappelijk | 9.158        |

Celtic Park (Celtic FC) ·
Easter Road (Hibernian FC) ·
Fir Park (Motherwell FC) ·
Fountain of Youth Stadium (Hamilton Academical FC) ·
Ibrox Stadium (Rangers FC) ·
McDiarmid Park (St. Johnstone FC) ·
Pittodrie Stadium (Aberdeen FC) ·
Rugby Park (Kilmarnock FC) ·
Stark's Park (Raith Rovers FC) ·
Tannadice Park (Dundee United FC) ·
The Simple Digital Arena (St. Mirren FC) ·
Tony Macaroni Arena (Livingston FC) ·
Global Energy Stadium (Ross County FC)
Cappielow Park (Greenock Morton FC) ·
Caledonian Stadium (Inverness Caledonian Thistle FC) ·
Kilmac Stadium at Dens Park (Dundee FC) ·
East End Park (Dunfermline Athletic FC) ·
Gayfield Park (Arbroath FC) ·
Indodrill Stadium (Alloa Athletic FC) ·
Palmerston Park (Queen of the South FC) ·
Somerset Park (Ayr United FC) ·
Tynecastle Park (Heart of Midlothian FC)
Balmoor Stadium (Peterhead FC) ·
Balmoral Stadium (Cove Rangers FC) ·
Bayview Stadium (East Fife FC) ·
Falkirk Stadium (Falkirk FC) ·
Links Park (Montrose FC) ·
Penny Cars Stadium (Airdrie United FC) ·
Station Park (Forfar Athletic FC) ·
The C&G Systems Stadium (Dumbarton FC) ·
The Energy Check Stadium at Firhill (Partick Thistle FC)
Ainslie Park (Edinburgh City) ·
Borough Briggs (Elgin City FC) ·
Central Park (Cowdenbeath FC) ·
Forthbank Stadium (Stirling Albion FC) ·
Galabank (Annan Athletic FC) ·
Glebe Park (Brechin City FC) ·
Hampden Park (Queen's Park FC) ·
New Douglas Park (Clyde FC) ·
Ochilview Park (Stenhousemuir FC) ·
Stair Park (Stranraer FC) ·
The Reigart Stadium (Albion Rovers FC)